# Ibn Qayyim al-Jawziyya
Shams al-Dīn Abū ʿAbd Allāh Muḥammad ibn Abī Bakr (in arabo شمس الدين محمد بن أبي بكر بن أيوب ،ابن القيم الجوزية ابن القيم‎?, Shams al-Dīn Abū ʿAbd Allāh Muḥammad b. Abī Bakr b. Saʿd al-Dimashqī, al-Ḥanbalī al-Zarʿī, detto Ibn al-Qayyim; Izraʿ, 2 febbraio 1292 – Damasco, 23 settembre 1350) è stato un giurista e teologo arabo.
Ibn Qayyim al-Jawziyya è stato un noto faqīh musulmano sunnita, autore di commenti coranici (Tafsīr), studioso di astronomia, alchimia, filosofia, psicologia e teologia islamica.

## Nome

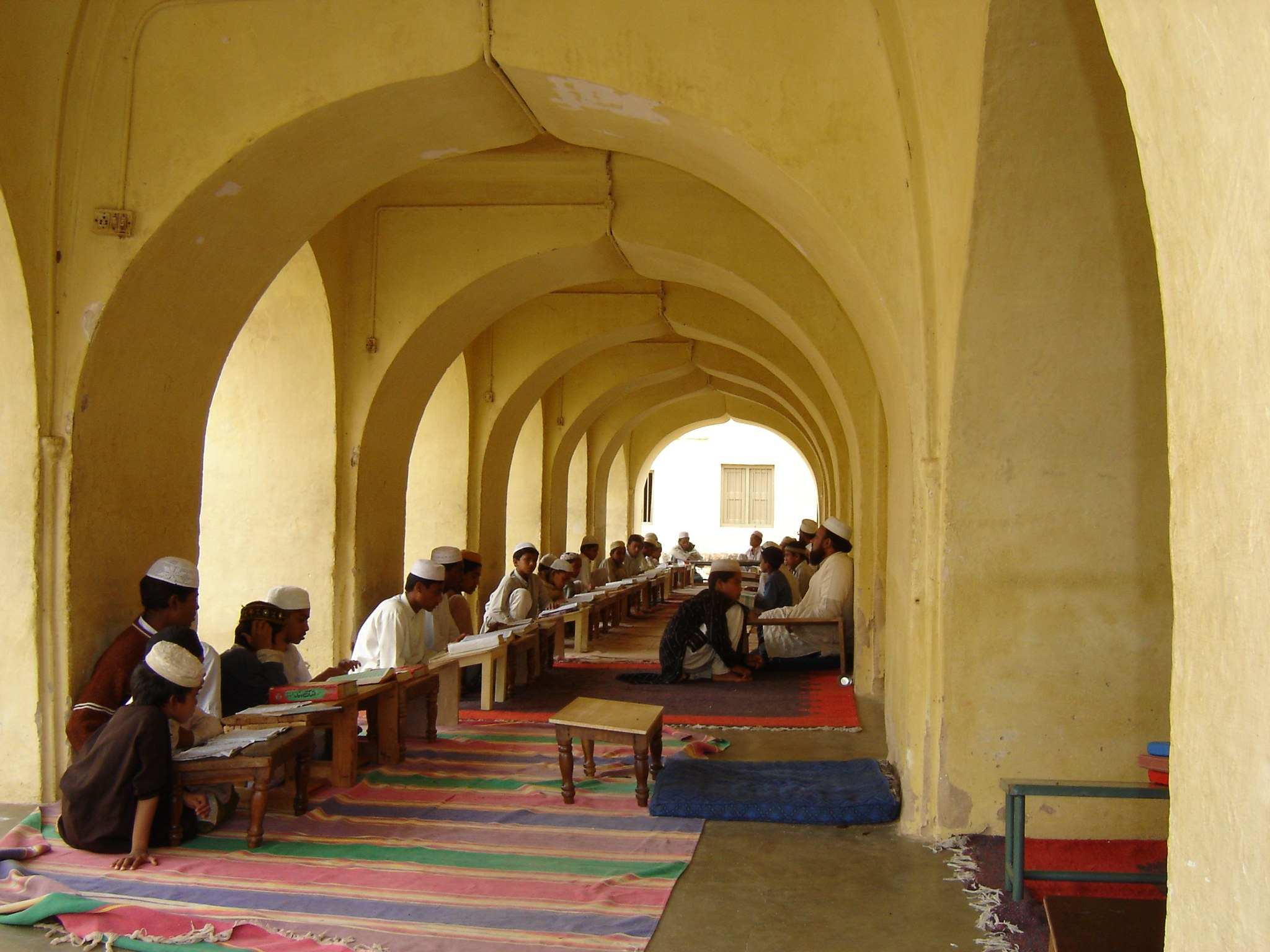
Una madrasa a Srirangapatna, India.

Il suo nome completo era Shams al-Din Abu Abd Allah Muhammad b. Abi Bakr b. Sa'd al-Dimashqi, al-Hanbali al-Zar'i, Ibn Qayyim al-Jawziyya, ma è maggiormente noto come "Ibn Qayyim al-Jawziyya", che significa "Figlio del sovrintendente (della Madrasa) al-Jawziyya", a causa dell'attività di suo padre Abū Bakr.

## Biografia

### Nascita e istruzione
Ibn Qayyim nacque il 7 Safar del 691 del calendario islamico (2 febbraio 1292) nel villaggio di Izraʿ, nel Hauran, a sud di Damasco (Siria). Si sa pochissimo della sua fanciullezza, salvo che egli ricevette un'adeguata istruzione islamica direttamente da suo padre, centrata sulla conoscenza della Shari'a, della teologia islamica e della Scienza dei ʾaḥādīth. Fin da giovane mostrò interesse per le scienze, non solo islamiche.  Studiò nella Madrasa di cui era sovrintendente suo padre, uno dei migliori centri hanbaliti di Damasco e perfezionò poi altrove la sua istruzione, studiando con i migliori studiosi siriani dell'epoca.

Lo studioso Ibn Kathir descrive il desiderio di apprendimento di Ibn Qayyim nel suo famoso libro al-Bidāya wa al-nihāya (L'inizio e la fine): 

### Maestri
Tra gli insegnanti di Ibn Qayyim, oltre suo padre, figurano Shihāb al-ʿAbir, Taqī al-Dīn Sulaymān, Ṣafī al-Dīn al-Hindī e Ismāʿīl b. Muḥammad al-Ḥarrānī. Tuttavia il suo più importante Maestro fu Ibn Taymiyya, che lo accompagnò nel suo tragitto di apprendimento per sedici anni.

Nel ricordare Ibn Qayyim, Ibn Kathir affermò:
A causa delle loro opinioni, sia il Maestro, sia il suo eccezionale discepolo furono perseguitati dalle autorità musulmane dell'epoca, torturati dai governanti tirannici del tempo e umiliati pubblicamente dalle autorità locali, nonché incarcerati nel carcere di Damasco, noto oggi come "al-Qala".

## Ibn Qayyim e i suoi allievi
La sua carriera pubblica fu abbastanza modesta. L'11 luglio 1342 tenne la sua prima lettura nella moschea al-Ṣadriyya, dove proseguirà a operare come predicatore ( wāʿiẓ ) e a insegnare fino alla morte, venendo allora sostituito dal figlio Jamāl al-Dīn ʿAbd Allāh (m. 1355).
Tra i suoi più noti allievi vi sono Ibn ʿAbd al-Hādī (m. 1343), al-Fīrūzābādī (m. 817 H), Ibn Rajab (m. 795 H), Ibn Kathir, al-Dhahabi (m. 1347) e due stessi suoi figli: Ibrāhīm e Sharaf al-Dīn ʿAbd Allāh.

Ibn Qayyim esplorò varie branche del sapere islamico. Ibn Rajab scrisse del suo Maestro:
"Era un eccezionale studioso di scienze islamiche e nessuno poteva rivaleggiare con lui nella sua profonda conoscenza del Corano e dei detti profetici (Sunnat al-nābi) e le sue interpretazioni erano uniche per accuratezza."»

### Vita spirituale
Effettuò a varie riprese il hajj a Mecca e dintorni e a volte si trattenne a Mecca per lunghi periodi.

### Morte
Ibn Qayyim morì il 13 Rajab del 751 H (23 settembre 1350), e fu inumato accanto alla madre, nel cimitero damasceno di Bāb al-Saghīr (La porta piccola).

### Ibn Qayyim scienziato
Ibn Qayyim al-Jawziyya fu anche astronomo, astrologo e alchimista. Nel suo Miftāḥ Dār al-Saʿāda (La chiave della Casa della felicità), egli usò argomenti empirici per contestare la ragionevolezza della pratica alchemica e astrologica, come pure delle teorie ad esse associate, quali la divinazione e la trasmutazione dei metalli.
Riconobbe che le stelle erano enormemente più grandi dei pianeti e riconobbe che la Via Lattea era una galassia di "miriadi di stelle" e che era "certamente impossibile conoscere la loro influenza"

### Opere
I contributi di Ibn Qayyim al-Jawziyya alla cultura islamica sono numerosi:
- Zād al-Ma'ad (Disposizione dell'Oltre)
- al-Wābil Sayyib min al-kalim tayyib – commentario di hadīth sul profeta Yaḥyā ibn Zakariyyāʾ ("Giovanni figlio di Zaccaria": nome di Giovanni Battista per l'Islam).
- I'lām al-Muwaqqiʿīn ʿan Rabbi l-ʿĀlamīn
- Tahdhīb Sunan Abī Dāʾūd
- Madārij al-Sālikīn, riadattamento del libro dello sceicco Abū Ismāʿīl al-Anṣārī al-Harawī al-Sūfī, Manāzil al-Saʿīrīn (Le soste di coloro che cercano), grandemente popolare in età mamelucca;
- Tafsīr Muʿawwadhatayn (Esegesi delle Sure al-Falaq e al-Nas);
- Fawā'id
- Al-Dā'i wa Da'wā, noto anche col titolo al-Jawāb al-kāfi li-man sa'ala 'an Dawā'i Shāfi'i
- Hādi Arwa ilā bilad al-Afrah
- Uddat al-Sabirin wa dhakhiratu l-Shakirin
- Ighadatu lahfan fī masayid shayṭān
- Rawḍat al-Muḥibbīn (La rosa degli amanti)
- Ahkām ahl al-dhimma (Le disposizioni sui dhimmi)